# ماریسا کینگ
ماریسا کینگ (به انگلیسی: Marissa King) ژیمناست زادهٔ ۲۰ آوریل ۱۹۹۱ میلادی اهل کشور بریتانیا است.